# مدام دي لا فايت
مدام دي لا فايت (بالفرنسية: Marie-Madeleine Pioche de La Vergne de La Fayette)‏ (18 مارس 1634، باريس في فرنسا - 25 مايو 1693، باريس في فرنسا)؛ كاتِبة، سيناريست وروائية فرنسية.

## روابط خارجية
- مدام دي لا فايت على موقع IMDb (الإنجليزية)
- مدام دي لا فايت على موقع الموسوعة البريطانية (الإنجليزية)
- مدام دي لا فايت على موقع ألو سيني (الفرنسية)
- مدام دي لا فايت على موقع إن إن دي بي (الإنجليزية)
- مدام دي لا فايت على موقع قاعدة بيانات الفيلم (الإنجليزية)
- مدام دي لا فايت على موقع كينوبويسك (الروسية)